# Wilga grubodzioba
Wilga grubodzioba (Oriolus crassirostris) – gatunek średniej wielkości ptaka z rodziny wilgowatych (Oriolidae). Endemit Wyspy Świętego Tomasza. Monotypowy. Narażony na wyginięcie.

## Występowanie
Wilga grubodzioba występuje endemicznie na Wyspie Świętego Tomasza wchodzącej w skład Wysp św. Tomasza i Książęcej położonych w pobliżu zachodniego wybrzeża Afryki niedaleko równika. Występuje na większości obszaru wyspy, oprócz części północno-wschodniej, a najliczniejsza jest na południowym zachodzie i w masywie centralnym. Środowiskiem naturalnym tego gatunku jest wilgotny las równikowy (znacznie bardziej preferuje lasy pierwotne od tych zmodyfikowanych przez człowieka). Sporadycznie pojawia się w suchych lasach na północy wyspy, zazwyczaj unika plantacji kawowca i kakaowca. Występuje do 1600 m n.p.m.

## Cechy gatunku
Długość ciała około 20–22 cm. Obie płcie mają różowoczerwony dziób, bladooliwkowy grzbiet, ciemne skrzydła i ogon, blady brzuch i żółte podbrzusze ze złotożółtymi sterówkami. Samce wyróżniają się czarną głową. Samice natomiast mają jasną głowę i prążki na klatce piersiowej. Osobniki juwenalne są podobne do samic, różnią się od nich jedynie jaśniejszym ogonem i większą ilością prążków na brzuchu i klatce piersiowej.

## Lęgi
Gniazdo w kształcie czarki, zbudowane z traw i kory, zawieszone jest około 10 metrów nad ziemią między gałęziami i z dala od pnia. Samica składa przeciętnie 2–3 jaja.

## Pożywienie
Wilgi grubodziobe żywią się głównie owadami (szarańczami, gąsienicami, chrząszczami), a także owocami. 

## Status i zagrożenia
IUCN od 1994 roku uznaje wilgę grubodziobą za gatunek narażony (VU, Vulnerable); wcześniej, od 1988 roku klasyfikowano ją jako gatunek najmniejszej troski (LC, Least Concern). Liczebność populacji szacuje się na około 2500–9999 dorosłych osobników. Trend liczebności populacji uznawany jest za spadkowy.
Postępujące osadnictwo spowodowało wycinkę dużych obszarów lasów na Wyspie Świętego Tomasza pod uprawę kakaowca właściwego (42% powierzchni wyspy). W latach 70. XX wieku użyte zostały ogromne ilości pestycydów, czego wynikiem był drastyczny spadek populacji wilg grubodziobych. W 1975 roku zlikwidowano dużą część plantacji z powodu spadku cen kakao, co dało szansę wielu endemicznym gatunkom tej wyspy (w tym wildze grubodziobej) szansę na odrodzenie się populacji. Jednak liczebność tychże ptaków nie osiągnęła dawnego pułapu, a zagrożenie powrotu do uprawy kakaowca właściwego lub innego typu rolnictwa wciąż istnieje.